# Veslování na Letních olympijských hrách 1920
Veslování na Letních olympijských hrách 1920 v Antverpách.

## Medailisté

### Muži
| Disciplína             | Zlato | Stříbro | Bronz |
| Skif                   | Spojené státy americké (USA) · John Brendan Kelly | Velká Británie (GBR) · Jack Beresford | Nový Zéland (NZL) · Clarence Hadfield D'Arcy |
| Dvojskif               | Spojené státy americké (USA) · John Brendan Kelly · Paul Costello | Itálie (ITA) · Erminio Dones · Pietro Annoni | Francie (FRA) · Alfred Plé · Gaston Giran |
| Dvojka s kormidelníkem | Itálie (ITA) · Ercole Olgeni · Giovanni Scatturin · Guido De Filip | Francie (FRA) · Gabriel Poix · Maurice Bouton · Ernest Barberolle | Švýcarsko (SUI) · Édouard Candeveau · Alfred Felber · Paul Piaget                                                                                           |
| Čtyřka s kormidelníkem | Švýcarsko (SUI) · Willy Brüderlin · Max Rudolf · Paul Rudolf · Hans Walter · Paul Staub                                                                                          | Spojené státy americké (USA) · Kenneth Myers · Carl Klose · Franz Federschmidt · Erich Federschmidt · Sherman Clark                                                        | Norsko (NOR) · Birger Var · Theodor Klem · Henry Larsen · Per Gulbrandsen · Thoralf Hagen                                                                   |
| Osmiveslice            | Spojené státy americké (USA) · Virgil Jacomini · Edwin Graves · William Jordan · Edward Moore · Alden Sanborn · Donald Johnston · Vincent Gallagher · Clyde King · Sherman Clark | Velká Británie (GBR) · Ewart Horsfall · Guy Oliver Nickalls · Richard Lucas · Walter James · John Campbell · Sebastian Earl · Ralph Shove · Sidney Swann · Robin Johnstone | Norsko (NOR) · Theodor Nag · Conrad Olsen · Adolf Nilsen · Håkon Ellingsen · Thore Michelsen · Arne Mortensen · Karl Nag · Tollef Tollefsen · Thoralf Hagen |

## Přehled medailí
| Pořadí | Země                         | Zlato | Stříbro | Bronz | Celkově |
| ------ | ---------------------------- | ----- | ------- | ----- | ------- |
| 1      | Spojené státy americké (USA) | 3     | 1       | 0     | 4       |
| 2      | Itálie (ITA)                 | 1     | 1       | 0     | 2       |
| 3      | Švýcarsko (SUI)              | 1     | 0       | 1     | 2       |
| 4      | Velká Británie (GBR)         | 0     | 2       | 0     | 2       |
| 5      | Francie (FRA)                | 0     | 1       | 1     | 2       |
| 6      | Norsko (NOR)                 | 0     | 0       | 2     | 2       |
| 7      | Nový Zéland (NZL)            | 0     | 0       | 1     | 1       |
| Celkem | Celkem                       | 5     | 5       | 5     | 15      |